# National Fascisti
El National Fascisti (NF), rebatejats com a British National Fascists (BNF) el juliol de 1926, van ser un grup escindit dels Feixistes Britànics format el 1924. El grup se'n va escindir a causa de la manca de línia política ni direcció real del grup, amb la intenció de seguir un camí més definit cap a un estat feixista. El grup tenia 60 membres en la seva creació, i uns 500 en el seu apogeu.

## Formació
El líder del National Fascisti era el tinent coronel Henry Rippon-Seymour. Els membres del NF anaven vestits amb camises negres a imitació de Benito Mussolini i els seus seguidors van rebre entrenament militar, encara que els membres eren massa reduïts perquè poguessin representar una amenaça real. Malgrat les seves frustracions per la manca de política dels Feixistes Britànics, les seves pròpies idees eren bastant banals, amb crides vagues d'un govern d'experts a punt d'arribar. Fortament anticomunistes, van argumentar que el seu objectiu era «aixafar els rojos i els rosats». L'antisemitisme, que en aquell moment estava absent de la política feixista britànica, també va tenir un paper en el nou grup. També van demanar la «puresa racial» i la consolidació de l'Imperi Britànic.

## Desenvolupament
Al grup li agradava fer sabotatges i per cridar l'atenció i l'any 1925 van segrestar un camió que portava còpies del diari d'esquerres Daily Herald que van procedir a estavellar. L'acció els va posar breument als titulars, així com una reunió a Hyde Park, a Londres, on 1000 persones van assistir i van acabar el dia en una batalla campal amb els partidaris del Partit Comunista de Gran Bretanya. El grup també va dirigir clubs de boxa i esgrima per entrenar els seus membres, encara que finalment el seu militarisme estrident, que incloïa marxar amb espases desenfundades, els va provocar més burla que suport.
Igual que els Feixistes Britànics (BF), van contactar amb el ministre de l'Interior en el període previ a la vaga general de 1926 per oferir els seus serveis a l'Organització per al Manteniment dels Subministraments. Rippon-Seymour es va negar a seguir l'exemple del president dels BF, RBD Blakeney, per trencar amb el feixisme i, per tant, la seva oferta va ser rebutjada pel govern. No obstant això, com a individus, els membres de National Fascisti van poder entrar a la policia especial durant la vaga, cosa que molts van fer.

## Desaparició
Les esquerdes van començar a mostrar-se al grup, sobretot al voltant de desembre de 1926 quan Rippon-Seymour va amenaçar amb una espasa i una pistola sense llicència al líder de la branca de Croydon, Charles Eyres, després que Eyres acusés el líder d'estafar el partit i de lideratge dictatorial. Eyres havia portat una banda de partidaris de Kensington per enfrontar-se a Rippon-Seymour. L'ús d'un revòlver Colt per part del líder (que en realitat pertanyia a Victor Barker) va fer que l'Old Bailey l'acabés condemnat tant per possessió il·legal d'una arma de foc com per l'atac.
El 1927 un membre destacat va ser el Coronel Victor Barker, nascuda amb el nom de Lillias Irma Valerie Barker i anomenada Valerie Arkell-Smith. Els National Fascisti no sabien que se li havia assignat el gènere femení en néixer i el tractaven com un home. Barker es va convertir en secretari de Rippon-Seymour, així com membres de formació als clubs de boxa i esgrima.
Una sèrie de lluites internes els van veure canviar el seu nom pel de British National Fascists el 19 de juliol de 1926, sota el lideratge de Rippon-Seymour. Mentrestant, membres destacats com el coronel Ralph Bingham es van apartar del grup per formar part de l'Organització per al Manteniment de Subministraments. Un grup tan petit no va poder suportar les disputes internes i el moviment es va dissoldre de l'escena amb força rapidesa després d'això.

## Importància
Malgrat el seu fracàs general, els National Fascisti encara són importants per ser el primer grup de la política britànica a intentar desenvolupar el feixisme com una ideologia específicament britànica. També van ajudar a llançar les carreres polítiques de William Joyce i Arnold Leese, que havien ajudat a instigar la separació dels Feixistes Britànics i que tindrien més importància.